# Грасси, Джованни Баттиста
Джованни Баттиста Грасси (итал. Giovanni Battista Grassi; 27 марта 1854, Ровелласка — 4 мая 1925, Рим) — итальянский зоолог, энтомолог и паразитолог, член Национальной академии деи Линчеи.

## Биография
Родился 27 марта 1854 года в Ровелласке. Учился в университете Павии.
- 1878 — получил степень доктора медицины и затем в течение следующих пяти лет изучал зоологию в Гейдельбергском и Вюрцбургском университетах
- 1883 — вернулся в Италию, занял должность профессора сравнительной анатомии в Университете Катании
- 1895 — перешел на кафедру сравнительной анатомии Римского университета, где работал до конца жизни
- 1906 — профессор Римского университета

Умер 4 мая 1925 год в Риме.

## Научные достижения
Ранние труды были посвящены гельминтам: анкилостоме, круглому червю аскариде, солитеру, нитчатке, а также вызываемым ими заболеваниям.
В области энтомологии Грасси был крупнейшим знатоком общественной жизни термитов, исследовал вред, наносимый филлоксерой виноделию. В 1886 году описал новый вид паукообразных. Также изучал жизненный цикл угрей, метаморфоз личинок морского угря.
Он впервые изучил и описал полный жизненный цикл малярийного плазмодия в организме позвоночных, включая человека. Грасси впервые показал, что только комары рода Anopheles могут быть переносчиками возбудителя малярии (в 1898 году), и тогда же впервые экспериментально заразил малярией человека через укус этого насекомого.

## Награды и звания
- член Академии деи Линчеи
- член Итальянского научного общества
- получил почетную степень профессора Лейпцигского университета
- Медаль Дарвина, 1896 год: за исследования образа жизни и социальности термитов (семейство Termitidae) и онтогенетических отношений между Leptocephalus и угреобразными.
- сенатор Италии[1].

## Память
В память о заслугах Грасси Итальянской почтовой службой была выпущена марка с его портретом в 1955 году.

## Публикации
- Contribuzione allo studio dei parasiti malarici (К изучению малярийного комара), (1892)
- I Chetognati (1883)
- I Progenitori degli insetti e dei miriapodi, l’Japyx e la Campodia (1886)
- Studi di uno zoologo sulla malaria (1900)
- Flagellati viventi nei termiti (1917)